# Carlo da Camerino
Con il nome Carlo da Camerino (fl. XV secolo) la critica d'arte indicava un pittore marchigiano attivo a cavallo del XIV e XV secolo.

## Il pittore mai esistito
Il nome è il frutto di un'errata interpretazione. effettuata nel 1935, di un'iscrizione presente su di un dipinto su tavola conservato nella chiesa di San Michele Arcangelo a Macerata Feltria e datato 1396:
ALV......DECI..CARELLU DA CAMERINO PIN...
Il critico Cesare Brandi interpretò la seconda parte di tale iscrizione come la firma dell'autore, mentre non ritenne interpretabile la prima parte:
................CAR[O]LLU[S] DA CAMERINO PIN[XIT]
ossia Carlo da Camerino dipinse. Si ipotizzò quindi da quel momento l'esistenza di un pittore marchigiano con questo nome, al quale vennero poi attribuiti vari altri dipinti fino ad allora anonimi o attribuiti ad altro pittore oppure genericamente alla "Scuola di Ancona".
I dipinti man mano attribuiti a Carlo erano tutti provenienti dalle Marche, ma erano conservati in varie parti del mondo: alla Pinacoteca Vaticana, negli Stati Uniti, in Francia, in Slovenia, in Inghilterra, in Svezia. Altre opere attribuite a Carlo erano invece conservate ancora nelle Marche, tra le quali la Madonna con Bambino di Mondavio dell'anno 1400 e l'Annunciazione della Galleria Nazionale di Urbino; il gruppo di dipinti più consistente era conservato ad Ancona, nella Pinacoteca Podesti e nel Museo del Duomo.
Con un'opera meticolosa ed appassionata, vari studiosi italiani e stranieri stavano ricostruendo la figura di un pittore che, come si pensava allora, la storia aveva dimenticato e le cui opere erano state disperse in modo davvero poco comune. Il metodo seguito per attribuire altre opere a Carlo era quello del confronto stilistico.
Nel 1989 venne dedicata una mostra a Carlo da Camerino, ad Ancona, dal 24 giugno al 29 ottobre.
Nel 2002, in occasione della mostra sul Quattrocento camerinese, varie opere di Carlo vennero inviate a Camerino, sede della mostra. In questa occasione lo studioso Matteo Mazzalupi diede una nuova interpretazione della firma sulla croce di Macerata Feltria (non esposta nella mostra):
ALLEGUTIU[S] DE CI[C]CARELLU[S] DA CAMERINO PIN[XIT]
ossia Olivuccio di Ciccarello da Camerino dipinse, attribuendo il dipinto ad Olivuccio di Ciccarello, chiamato anche Aliguccio o Alivuccio, pittore già noto ma del quale non si conosceva alcuna opera.
Tutte le opere attribuite a Carlo da Camerino sono quindi dal 2002 state assegnate al vero esecutore Olivuccio di Ciccarello. Carlo da Camerino è ormai considerato un pittore inesistente, nato solo da un'errata interpretazione di una firma, come ormai si riconosce unanimemente. L'elenco delle opere che erano attribuite a Carlo da Camerino è compreso all'interno di quelle di Olivuccio, consultabile alla voce a quest'ultimo dedicata.